# Shamall
Shamall (szamal – pustynny wiatr) – niemiecki zespół, którego muzyka jest szeroko pojętą fuzją rocka progresywnego, rocka psychodelicznego, elektroniki, popu i muzyki klasycznej. Projekt został założony przez niemieckiego muzyka i producenta Norberta Kruelera w 1986 roku.

## Historia
Historia działalności rozpoczyna się na początku lat siedemdziesiątych, kiedy to Norbert Krueler zaczyna eksperymentować z tworzeniem nowych efektów muzycznych używając najprostszych lamp radiowych, mikrofonu i zwyczajnej gitary akustycznej. Młody artysta zostaje zauważony przez lokalnego promotora koncertowego, dzięki któremu supportuje wiele występów popularnych ówcześnie krautrockowych zespołów, jak Grobschnitt, King Pin Meh, Birth Control czy Kraan. Rozwijający się gwałtownie w tym czasie boom na muzykę klubową zmusza jednakże Norberta do porzucenia muzyki na żywo na rzecz grania jako DJ. Podłożem tej zmiany są również względy finansowe.
Pod koniec roku 1984 Norbert Krueler powraca do tworzenia własnej muzyki. Korzystając z dobrodziejstw postępu technicznego łączy eksperymentalną rytmiczną muzykę z pokazami laserów na swoich pokazach klubowych. Te kompozycje zostały wykorzystane wyłącznie podczas tych pokazów i nigdy nie opublikowane publicznie.
Po pewnym czasie jego działalność zostaje dostrzeżona przez wytwórnie muzyczne. Długie, eksperymentalne utwory jednak niezbyt nadawały się do odtwarzania w rozgłośniach. Komercyjne względy skłaniają Norberta do uzupełnienia utworów o wokale, a jednocześnie znacznego ich skrócenia. Z pomocą muzyków Michaela Jaspersa i Detlefa Redera Norbert pod pseudonimem Shamall nagrywa debiutanckiego singla My dream w roku 1986. Singiel zostaje nagrany w stylu italo disco i osiąga pozycję 9 w German DJ Top 40 charts. Niedługo potem Michael Jaspers opuszcza projekt. Norbert Krueler i Detlef Reder w roku 1987 nagrywają kolejny singiel Feeling like a stranger odnosząc podobny sukces. Dwa lata później Detlef Reder odchodzi z Shamall.
Od tego czasu Shamall jest wirtualnym zespołem, w skład którego wchodzą rozmaici muzycy.

## Styl muzyczny
Single My dream czy Feeling like a stranger są zaliczane do nurtu italo disco. Po ich wydaniu muzyka Shamall zmieniła się. Album Journey to a Nightmare (1989) jest pierwszym z wielu jego wydawnictw w stylu muzyki elektronicznej. Kolejny album Moments of Illusion jest drugim i jak dotąd największym sukcesem. Zawiera m.in. utwór Physical visions, który został wykorzystany przez T-Online i Time Life w reklamach. Następne LP Mirror to Eternity (1993), In Search of Precision (1994) i This Island Earth (1997) były zrecenzowane przez Matta Howartha z portalu Space.com jako "muzyka z fascynującym dźwiękiem i emocjonalną głębią".
Pod koniec roku 1998 ukazuje się podwójny album CD Influences. Niemiecki zin DURP określa Shamall jako "ambient progrock". W sumie, prawie przez całą dekadę (1989-1999)psychodeliczne dźwięki, elementy symfonicznego rocka i muzyki elektronicznej tworzą styl muzyczny Shamall.
Kolejna płyta The Book of Genesis wydana w czerwcu 2001 anonsuje kolejną zmianę stylu muzycznego Shamall. Główny temat New Age Krautrock Symphony został wybrany przez publiczność niemieckiej audycji  "Schwingungen" jako "najlepszy utwór 2001 roku". Dawniej zaliczana stricte do muzyki elektronicznej twórczość Shamall staje się bardziej akustyczna. Wokal i dźwięki gitar grają dużą rolę w kolejnych wydawnictwach poczynając od Who do they think they are, koncepcyjnego albumu o Wojnie w Zatoce. Oba następne Ambiguous points of view (2006) i Questions of Life (2008) były klasyfikowane jako psychodeliczny krautrock i rock progresywny.
Niemiecki magazyn rockowy Eclipsed umiejscawia muzykę Shamall pomiędzy Pink Floyd a Alan Parsons. Teksty zespołu dotykają sensu życia, poruszają też kwestie polityczne czy ekologiczne.

## Skład
- W Shamall przez cały okres działalności nagrywali liczni muzycy. Częstymi gośćmi na wielu wydawnictwach byli Matthias Mehrtens (gitara) i Mike Bach (instrumenty perkusyjne).

## Dyskografia

### Albumy
- 1989: Journey to a Nightmare
- 1990: Moments of Illusion
- 1993: Mirror to Eternity
- 1994: In Search of Precision
- 1997: This Island Earth
- 1998: Influences 2 CD
- 2001: The Book of Genesis 2 CD
- 2003: Who do they think they are 2 CD
- 2006: Ambiguous points of view 2 CD
- 2008: Questions of Life
- 2009: Is this human behavior 2 CD
- 2013: Turn Off 2 CD
- 2016: Continuation
- 2019: Schizophrenia[8]

### Dema i kompilacje
- 1993: Collectors Items (1986–1993) 2 CD
- 1994: Dance Rock Classics
- 2001: Schwingungen Compilation Nr. 07/2001
- 2003: Schwingungen Jubilee edition Nr. 100
- 2007: Schwingungen Compilation Nr. 02/2007
- 2007: Timeless journey I
- 2007: Timeless journey II
- 2007: Timeless journey III
- 2007: Timeless journey IV
- 2008: Art of Sysyphus Nr. 47
- 2010: Music From Time And Space Vol.36
- 2010: Feeling like a stranger - the whole trip (1988 – 1998)
- 2014: Music From Time And Space Vol.50
- 2016: History Book (5 CD Box - 30 Years Anniversary Edition)
- 2016: Music From Time and Space Vol. 62

### Single iEP'ki
- 1986: My dream
- 1987: Feeling like a stranger